# レディ・ジャスティス
『レディ・ジャスティス』は、荻野ケンによる日本の漫画作品。『週刊少年ジャンプ』（集英社）にて2015年25号から同年41号まで連載された。単行本は全2巻、全16話。

## 作風
タイトルの通り、女性ヒーローが活躍する物語。「ヒーロー×恥じらい」というコンセプトのもと、超能力を持った高校生の美少女が様々な敵との戦闘場面が描かれていく過程で、服が脱げる、服がボロボロになり肌が露出し、それを恥じらうというお色気テイストが多く描かれていくなど、シリアスとコメディを織り交ぜた作風が特徴。作者の荻野は、「スーパーヒーローの定義は難しいですが、絶対的定義を挙げるならその正義が無償であること」と語っており、本作が「近頃に多いお金を貰って正義を行うえせヒーローとは違う、本物のヒーローの物語であることを読者に感じてもらえたら幸いです」という思いで描いたという。なお、本作が描かれた経緯は、荻野が「ヒーローものを描きたい」、「超怪力主人公を描くの楽しそう」、「めっぽう強い女の子がノーパンになって大ピンチになったら面白そう」というアイディアが合わさってできたことからであり、荻野は「好き放題」描かせてもらったという。

## あらすじ
日本史上、最悪の犯罪都市・剛寒（ごうさむ）市。様々な悪という悪が蠢くこの町に、スーパーヒーローの少女が現れた。その名は、メディアで報道された「ユースティティア」。彼女は、強盗やテロ組織などの悪党を成敗していく。
剛寒高校に通う少年・丸藤円太は、中学時代にカツアゲされていたところを助けられて以来、思いを寄せているクラスメイトの女子がいた。彼女の名は、剣崎天利。天利は容姿端麗、成績優秀な非の打ちどころのない美少女だが、円太は天利の秘密を間もなく知ることになる。
ある日、円太は銀行強盗の現場に遭遇してしまい、幼い子供を人質に取ろうとした強盗に対してビビりながらも出しゃばって自ら人質になる。円太は車に乗せられ、強盗は逃亡を図るも途中でフードを被り仮面をつけた少女が道路に現れた。彼女は強盗の車を破壊し、強盗が発砲した銃弾をはじき返した上、円太ごと制服の襟をつかんだまま跳躍・浮遊し、ビルの屋上まで連れてこられる。その少女は間もなく強盗のアジトを突き止めボスを倒した後、円太に正体がばれてしまう。彼女こそが「ユースティティア」と呼ばれるヒーロー・剣崎天利だった。天利は生まれたときから超能力を持っており、物心ついた時から悪という悪を倒す正義のヒーローとなっていたことを円太に明かしたのであった。天利と一緒のクラスになり、なおかつ考え方が同じの円太は、非力ながらも天利と共に様々な悪と戦っていくことになるのだった。

## 登場人物
剣崎 天利（けんざき あめり）
本作の主人公。剛寒高校に通う1年1組。容姿端麗・成績優秀の美少女だが、その正体は「ユースティティア」と呼ばれる超能力を持ったスーパーヒーローである。
丸藤 円太（まるふじ えんた）
本作のもう一人の主人公。語り部も担当する。天利のクラスメイトで、天利に思いを寄せている。
剣崎 岳（けんざき たかし）
天利の父で医師。
剣崎 美空（けんざき みく）
天利の母で警察官。
剣崎 恵陸（けんざき えりく）
天利の兄。生まれつき体が弱い。
峡 流石（はざま さすが）
天利の幼馴染で、その素性も知っている。
峡 春日（はざま かすが）
流石の妹。天利の力を知っているが、ユースティティアだとは全く知らない。

## 反響
架神恭介は本作が打ち切りになってしまったのは、体は無敵でどんな激しい戦いでも平気だが、服は物理的に破れてしまうから恥ずかしいこと以外にメッセージ性がなく、序盤はドライブ感が素晴らしく、登場人物たちがそれだけ努力しようが絶対にヒロインを辱めてやる作者の強い気迫があり、終盤の天利がノーパンで戦いを強いられる話は完成度が高いが、その前の爆弾魔の話は無敵ヒロインに対して正義感を盾に人質をとる手法はよくあるもので解決策もスマートではなく、爆弾魔との戦いは多少面白いがその後登場したライバルキャラに魅力があるとはいえず、そのようなキャラよりもっと天利を辱めて欲しいとの思いが強く、本作のオリジナリティである無敵だが服が破れて恥ずかしがるヒロインの方が興味を惹かれ、ライバルキャラや敵の卑劣な手法は他でもよくあるからどうでもよくなってしまう、わかりやすい馬鹿馬鹿しさが足りずお色気要素もありながら上品さが介在して、最終回に宇宙空間で全裸になってしまって恥ずかしくて帰れないと叫んで終わるのは宇宙ならそれだけのスケールで天利を辱めるべきだった、能力バトルのような知的な面白さやセクシャルなコスチュームを泣いて喜んで着るようなマニアックなエロもあったが効果的に現されず、全体的に打ち切られたのは仕方がなく、作者が自分の面白さに気付いて強調すればなんとなく女の子の服が破ける漫画である印象では終わらなかっただろうと指摘した。

## 書誌情報
- 荻野ケン 『レディ・ジャスティス』 集英社〈ジャンプコミックス〉、全2巻
  1. 2015年9月9日発行（2015年9月4日発売[5]）、ISBN 978-4-08-880540-5
  2. 2015年11月9日発行（2015年11月4日発売[6]）、ISBN 978-4-08-880561-0